# Усадьба Гагарина (Поварская улица)
Уса́дьба Гага́рина (Дом Коннозаво́дства, Музе́й и́мени Го́рького) — здание в стиле ампир, построенное архитектором Доменико Жилярди в 1821—1829 годах по заказу князя Сергея Гагарина. В 1843-м строение перешло в ведение государственного коннозаводства. После Октябрьской революции в разное время на территории усадьбы действовали Первые московские пулемётные курсы РККА, Институт красной профессуры и Интернациональная Ленинская школа. С 1932 года здание занимает Институт мировой литературы имени Максима Горького, на базе которого в 1937-м организовали музей.

## История

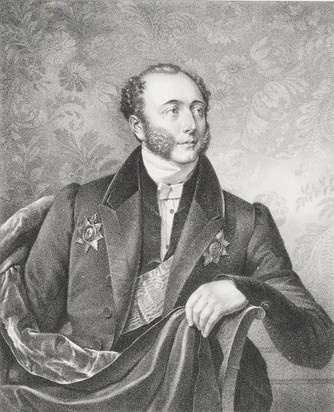
Князь Сергей Гагарин, 1830 год

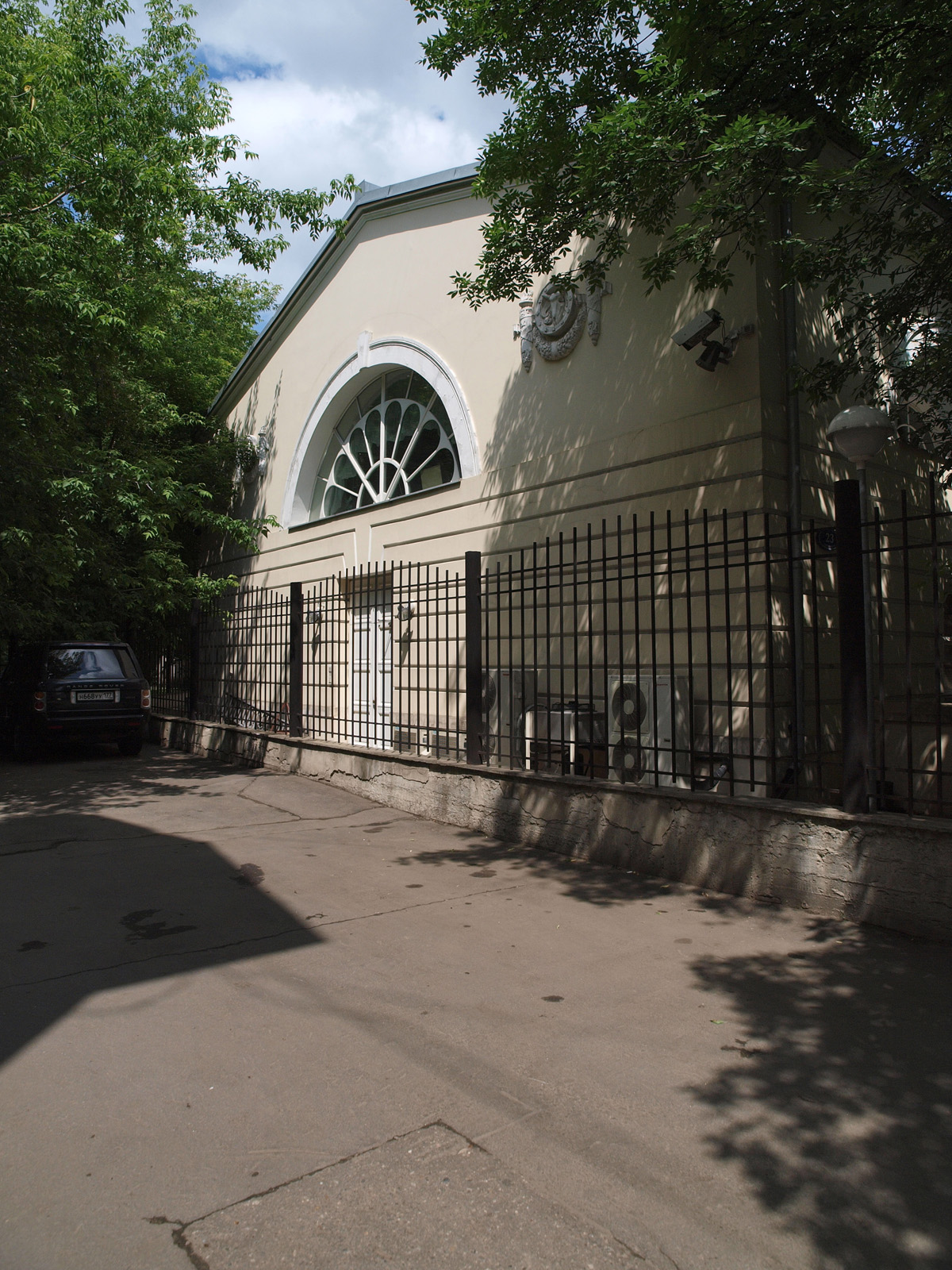
Здание манежа в глубине участка, 2009 год

### Строительство
Окрестности Поварской слободы в XIV—XV веках занимали ремесленные поселения, в правление Ивана Грозного территория относилась к опричным владениям царя. Постепенно район становился более фешенебельный, и к XVIII веку основными его обитателями являлись аристократы и чиновники. В этот период участок близ Борисоглебского переулка состоял из двух владений. Одно из них принадлежало дворянину Н. С. Хитрово, который во второй половине XVIII века построил на этом участке усадьбу. Позднее она перешла в собственность генералу А. А. Чиркову, а затем — майору Ивану Казакову. Соседнее имение изначально принадлежало подьячему Ивану Рябинкину, но в дальнейшем неоднократно перепродавалось и к XIX веку перешло в собственность подполковника Д. Н. Щербачева, построившего на участке каменное строение.
Застройка улицы сильно пострадала при пожаре 1812 года и через шесть лет (по другим данным — через пять) оба имения выкупил князь Сергей Гагарин. Он возвёл на участке деревянный флигель, каменные оранжереи и приступил к строительству новой усадьбы. Долгие годы считалось, что архитектором особняка являлся Осип Бове, но исследование 1975 года подтвердило, что работами руководил Доменико Жилярди. В 1821-м на основе старого «обгорелого дома» он начал возведение двухэтажного особняка в стиле позднего классицизма. Из-за местоположения более ранних сооружений здание выстроили на удалении от красной линии, что позволило создать обозримую с улицы симметричную композицию. В отделке особняка принимали участие скульпторы Гавриил Замараев, Иван Витали, Сантин Кампиони. Предположительно, одновременно с главным домом построили одноэтажное здание манежа, украшенное арочными окнами. Тем не менее ряд исследователей полагает, что он мог появиться позднее. Строительство было окончено к 1829-му, но из-за отсутствия хозяина в Москве некоторые комнаты оставались неотделанными вплоть до 1830-го.
После отставки Гагарина с поста директора Императорских театров в 1833 году он продал свою московскую усадьбу в счёт долгов. Строение часто переуступалось, и вскоре его приобрёл коннозаводчик В. Охотников. В 1843-м он продал дом государственному коннозаводству. Здание использовали для размещения московской конторы организации и квартиры её председателя. В этот период манеж снаружи дополнили деревянными конюшнями, занявшими бо́льшую часть участка. В 1875-м в строении поселился Леонид Николаевич Гартунг с женой Марией Александровной, урождённой Пушкиной. Через два года Леонида Гартунга обвинили в мошенничестве, будучи несправедливо обвинённым, он застрелился в здании суда. Мария Гартунг была вынуждена покинуть имение и переехать в Московскую область.

### XX век
Во время вооружённых восстаний в Москве на Поварской улице вёлся артиллерийский обстрел по укреплениям юнкеров, которые отступили к Арбатской площади. В 1918-м в бывшем Доме коннозаводства расположились Первые московские пулемётные курсы РККА, позднее переехавшие в Малый Николаевский дворец. Через три года дом занял Институт красной профессуры, подготавливавший педагогов и партийных работников. В стенах университета преподавали государственные деятели Анатолий Луначарский, Емельян Ярославский. Среди известных выпускников числятся экономист Николай Вознесенский, партийный идеолог Михаил Суслов, академики Борис Пономарёв и Милица Нечкина.
С 1920-х годов строение также занимала Интернациональная Ленинская школа, где обучались студенты из зарубежных коммунистических стран. Так, в 1931-м в заведении проходил стажировку немецкий политик Эрих Хонеккер. В этот же период на участке действовали конная база Совета народных комиссаров и общежитие. Часть здания занимало Кавалерийское училище имени Семёна Буденного, занятия которого посещали, не являясь курсантами, сыновья Анастаса Микояна и Иосифа Сталина.
Согласно указу Центрального исполнительного комитета от 1932 года на базе усадьбы организовали Литературный институт имени Максима Горького, который создавали при участии самого писателя. Позднее университет передали в ведение Академии наук СССР и он получил название Институт мировой литературы имени А. М. Горького (ИМЛИ). Организация занимала помещения в правом крыле строения.
С 1938 по 1948 год в здании действовал Государственный музей Александра Пушкина, созданный на основе материалов всесоюзной выставки, посвящённой писателю. Позднее его фонды переместили в санкт-петербургский музей поэта.
В 1975 году мастерская «Союзреставрация» проводила масштабный ремонт особняка. Руководителем проекта выступала Ольга Владимировна Череватая, под руководством которой было произведено тщательное изучение архивных чертежей. На одном из обмеров участка имелась подпись С. И. Бове, из-за чего авторство строения долгое время ошибочно приписывалось его старшему брату архитектору Осипу Бове. Тем не менее во время реконструкции было установлено, что автором особняка являлся Доменико Жилярди. При реставрации в парадных залах восстановили розетки и скульптурные элементы, изображающие грифонов и муз, воссоздали роспись жилых комнат в стиле гризайль, отремонтировали волюты и колонны в кабинете и гостиных. С 2005 года усадьба Гагарина на Поварской улице участвует в проекте «Дни исторического и культурного наследия», ежегодно ко дню рождения Максима Горького в особняке проводятся литературные вечера.

## Музей имени Горького

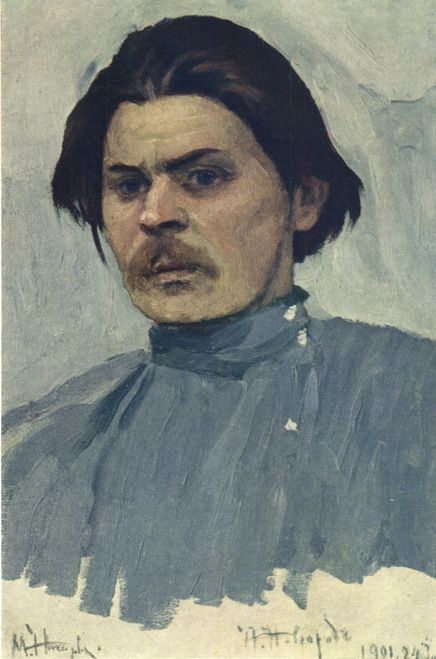
Портрет Максима Горького, хранящийся в музее писателя, 1901 год

После смерти Максима Горького  в 1936 году Центральный исполнительный комитет распорядился выделить несколько помещений особняка для музея и архива документов писателя при Институте мировой литературы. Архив занял комнаты первого этажа, где в особых условиях хранилось более пятидесяти тысяч экземпляров рукописей и писем писателя, отобранных партийной комиссией после его смерти. Кроме того, отдельные комнаты особняка отвели под читальный зал и каталог позиций фонда. Выставочные залы музея разместили в парадной анфиладе, а в остальных помещениях второго этажа — хранилище. Для посетителей выставка была открыта 1 ноября 1937 года и стала первой в стране, полностью посвящённой деятельности Горького.  Первым директором организации стал бывший секретарь писателя Пётр Крючков, научным руководителем — директор ИМЛИ Иван Луппол. Писатель Всеволод Иванов в своём сборнике «Встречи с Максимом Горьким» уделил отдельную главу описанию музея:

 В первой комнате будут сосредоточены документы, связанные с именем Горького. Во второй комнате, представляющей собой железобетонный сейф, в металлических ящиках будет храниться драгоценнейшее рукописное наследие Алексея Максимовича. Эти комнаты оборудуются специальным отопительным и вентиляционным устройством, чтобы иметь возможность поддерживать здесь постоянную температуру и влажность воздуха, наиболее благоприятные для сохранения рукописей.
Во время Великой Отечественной войны музей Горького эвакуировали из здания, но уже 18 ноября 1946 года экспозиция вновь начала свою работу. Проведение исследований и пополнение материалов позволило подготовить к столетию со дня рождения писателя расширенную выставку. В 1965-м в особняке Рябушинского, где прозаик провёл последние годы жизни, начал действовать филиал организации — музей-квартира Горького. После этого хранилище перевезли в более просторные помещения на Малой Никитской улице. В 1960-х годах на базе ИМЛИ организовали Сектор собрания сочинений Горького, который первым в стране подготовил и издал полную подборку художественных произведений писателя с подробными комментариями. Организация вместе с хранилищем книг заняла помещения мезонина.
После реставрации 1970-х годов обновлённая экспозиция музея имени Горького разместилась в шести залах особняка. Она состояла из редких фотографий, прижизненных публикаций, рукописей, личных вещей и документов писателя, а также воссозданных интерьеров его кабинета и спальни. В этот период хранилища музея насчитывали более 40 тысяч экспонатов, на основе которых в 1981-м была издана книга «Личная библиотека А. М. Горького в Москве. Описание». Часть бывших помещений музейного хранилища занял Архив советских и зарубежных писателей, где содержались уникальные рукописи и издания Сергея Есенина, Алексея Толстого, Демьяна Бедного, Александра Блока и других видных драматургов XX века. По состоянию на 1987 год фонд насчитывал более шестисот наименований, на основе каталога хранилища была издана серия книг «Архив А. М. Горького», а также сборники писем и незаконченных произведений драматурга.

## Архитектурные особенности

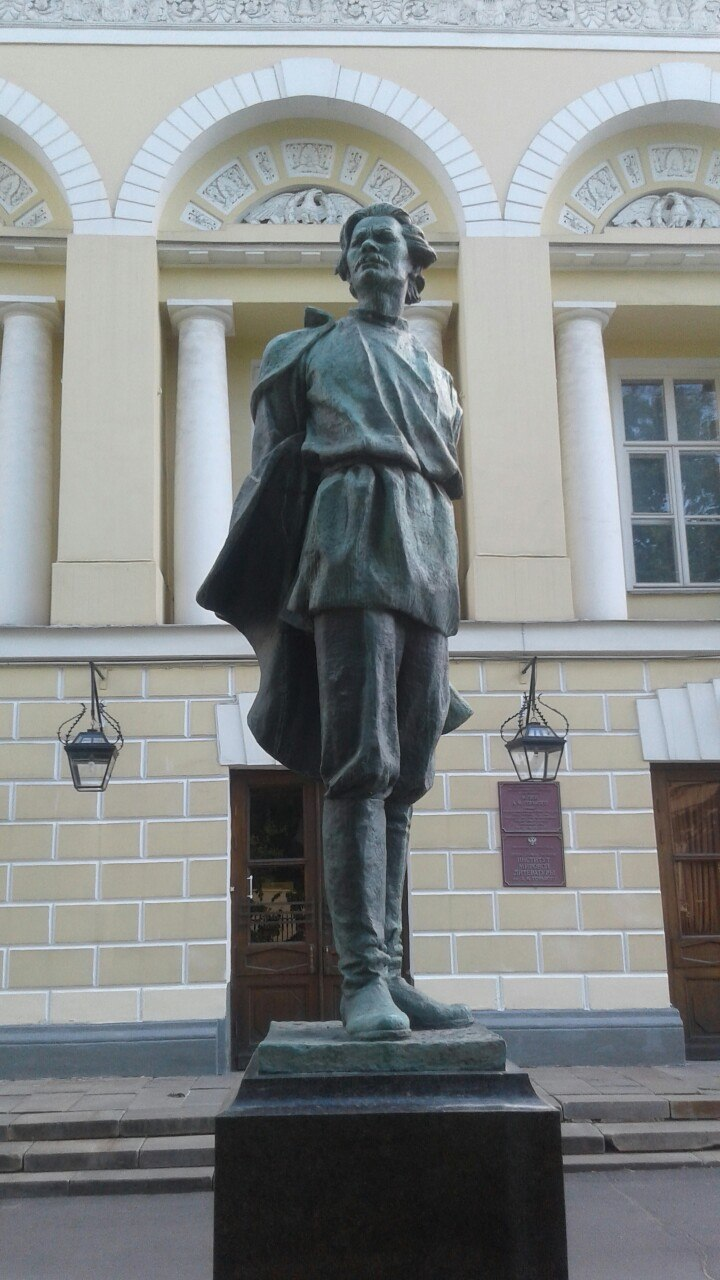
Памятник Максиму Горькому перед зданием усадьбы,2018 год

Особняк считается одним из лучших образцов московского ампира. Квадратный объём главного здания разделён визуально на три зоны. Со стороны заднего фасада боковые части выделены полукружиями-эркерами, объединёнными балконом с металлической оградой. Главный фасад посередине оформлен ризалитом, который украшен тремя арочными нишами с колоннами дорического ордера, под фронтоном помещён лепной фриз. Нижний этаж декорирован прямоугольным рустом, замки окон венчают львиные маски, выполненные по эскизам Гавриила Замараева.
Перед домом располагается памятник Горькому, созданный в 1939 году по проекту Веры Мухиной. Скульптура была подготовлена к выставке в Нью-Йорке, в 1956-м по распоряжению Совета народных комиссаров её установили на территории усадьбы.
Основным украшением комнат являются скульптурные композиции и колонны, что было характерной особенностью помещений в стиле классицизм. Центр здания акцентирован парадной лестницей, над которой изначально размещался световой фонарь. Площадка первого этажа ведёт в вестибюль, декорированный колоннами дорического ордера, пролёт второго яруса оформлен одинаковыми арочными композициями, ведущими к парадным комнатам. Лестничная клетка отделяется от аванзала ажурными перилами, которые украшены позолотой и рельефными вставками, отмечающими входы в залы. На верхнем ярусе со стороны улицы размещались три парадные гостиные, разделённые парами ионических колонн. Дальние комнаты верхнего этажа были жилыми, над ними оборудован мезонин, куда ведёт деревянная лестница. Полуовальный свод парадной спальни расписан гризайлью. В бывшем кабинете эркер отделяется от основного помещения рядом колонн, комнату украшает мраморный резной камин.

## Литератрура
- Бусева-Давыдова И. Л., Нащокина  М. В., Астафьева М. И. Москва: Архитектурный путеводитель. — М.: Стройиздат, 1997. — 512 с.
- Вострышев М. И., Шокарев С. Ю. Вся Москва от А до Я. — М.: Алгоритм, 2011. — 1064 с. — ISBN 9785432000019.
- Иокар И. О., Тимофеева М. Н. Улица Воровского, 25а. — М.: Московский рабочий, 1987. — 93 с.
- Памятники архитектуры Москвы. Земляной город / Посохин М. В., Альтшуллер Б. Л., Макаревич В. Г. и другие. — М.: Искусство, 1989. — Т. 3. — 352 с. — ISBN 5-210-00253-5.
- Романюк С. Москва — шаг за шагом // Архитектура и строительство Москвы. — 1987. — С. 18—20.